# Svenska Brandsäkerhetsföretag
Svenska Brandsäkerhetsföretag (SVEBRA) är en branschorganisation för företag som tillverkar, importerar och arbetar med brand- och skyddsmaterial eller utbildning och konsultverksamhet inom brand- och utrymningssäkerhet. SVEBRA tar också fram standarder inom området, dels som expertråd till Svenska Institutet för Standarder (SiS) och dels specifika för branschen, och agerar som remissinstans gentemot myndigheter.
Slutligen driver de även ett etiskt råd, dit anmälningar mot medlemsföretagen kan göras antingen öppet eller anonymt.

## Källa
Svebras hemsida